# Reserva natural guiada Garganta de San Venancio
La Reserva natural guiada Garganta de San Venancio es un área natural protegida instituida con ley de la región de Abruzos n.º 84 del año 1998. Tiene una extensión de 1.072 hectáreas, y se extiende íntegramente por el territorio del municipio de Raiano.
La reserva coincide en gran parte con el LIC homónimo y constituye un corredor ecológico de importancia primordial entre el parque nacional de la Majella y el Parque regional Sirente Velino, albergando un rico e importante patrimonio de biodiversidad.
La salida del río Aterno de la garganta, opuesta al espectacular y sugerente eremo di San Venanzio, marca el paisaje de la fértil y verdeante llanura aluvional, caracterizada por los terrenos cultivados y de las zonas boscosas de naturaleza riparia.

## Puntos de interés

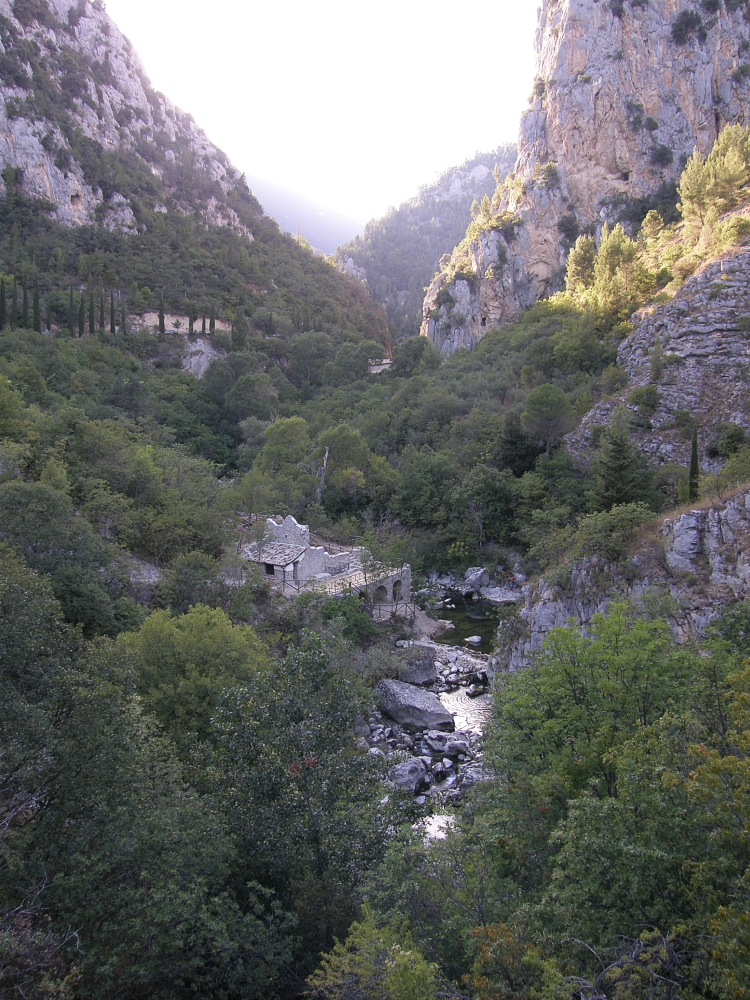
Reserva natural guiada Garganta de San Venancio.

La reserva se puede visitar con una red de senderos, que recorren todos los puntos de interés. Además el centro histórico del municipio de Raiano, y las diversas nacientes dispersas, la denominación de los otros puntos de interés son:
- Lago di quaglia;
- Iglesia de la Asunción;
- Lápida de Umberto Postiglione;
- Rava tagliata;
- Graffiti prehistóricos;
- Le Spogne;
- La Sella;
- Monte Urano;
- El Castellone;
- La civita;
- Santuario de San Venancio;
- Sorgente La Solfa;